# Штанков, Вячеслав Иванович
Вячеслав Иванович Штанков (1 июня 1924 — неизвестно) — советский футболист, нападающий.

## Биография
Вячеслав Штанков родился 1 июня 1924 года.
Играл в футбол на позиции нападающего. В 1947—1948 годах выступал за ашхабадский «Локомотив». В сезоне-47 забил 3 мяча во второй группе чемпионата СССР, в сезоне-48 сыграл 2 матча на этом уровне.
В 1949 году играл во второй группе за пензенский «Спартак». В том же сезоне входил в заявку киевского «Динамо» в первой группе, но не провёл ни одного матча. В 1950 году провёл за киевлян 4 матча в чемпионате СССР, но в основном играл за дубль, в составе которого сыграл 28 поединков.
В 1951 году играл за киевский Дом офицеров.
В 1952 году выступал в чемпионате РСФСР за севастопольский ДОФ.
В 1953 году играл за одну из киевских команд.
В 1954 году провёл 7 матчей за севастопольский ДОФ в классе «Б».